# ماركو راملجاك
ماركو راملجاك مواليد 14 مارس 1993 في البوسنة والهرسك، هو لاعب كرة سلة كرواتي. بدأ مسيرته الاحترافية في سنة 2010. يلعب مع نادي سيدفيتا لكرة السلة. يحمل الرقم 24. يبلغ طوله 6 قدم 7 بوصة (2.0 م). لعب مع نادي زادار لكرة السلة ونادي سيدفيتا لكرة السلة.

## الميداليات
| الميدالية | المسابقة                              |
| --------- | ------------------------------------- |
| فضية      | الألعاب الأولمبية الصيفية للشباب 2010 |

## روابط خارجية
- ماركو راملجاك على موقع الاتحاد الدولي لكرة السلة (الإنجليزية)
- ماركو راملجاك على موقع كرة السلة الأوروبية.كوم (الإنجليزية)
- ماركو راملجاك على موقع ريلجم (الإنجليزية)
- ماركو راملجاك على موقع بروبوليرز (الإنجليزية)
- ماركو راملجاك على موقع أوليمبيديا (الإنجليزية)